# Marktoberdorf
Marktoberdorf è una città tedesca, situata nel Land della Baviera.